# Organization of American Historians
L’Organization of American Historians (OAH), antérieurement connue sous le nom de Mississippi Valley Historical Association, est la plus grande association professionnelle destinée à l'enseignement et à l'étude de l'histoire des États-Unis. Parmi ses membres, il y a des enseignants de tous les niveaux, des historiens, des étudiants, des archivistes, des curateurs de musée, ainsi que des employés gouvernementaux et des sociétés privées. N'importe qui peut en devenir membre, aux États-Unis comme à l'étranger.
L'OAH se donne comme mission de promouvoir l'excellence de la diffusion et de l'enseignement de l'histoire des États-Unis et d'encourager la discussion à propos de sujets historiques, ainsi que de favoriser un traitement équitable envers toutes les personnes participant à ses activités.
En 2010, l'OAH comptait environ 8 000 membres individuels et environ 1 250 membres institutionnels. Pour son année fiscale de 2009 se terminant le 30 juin 2009, elle avait un budget d'exploitation d'environ 2,9 millions USD.
En 2010, le siège social de l'OAH est à Bloomington, en Indiana sur le campus de l'université de l'Indiana.

## Prix décernés
- Merle Curti Award